# Zorro nos quadrinhos

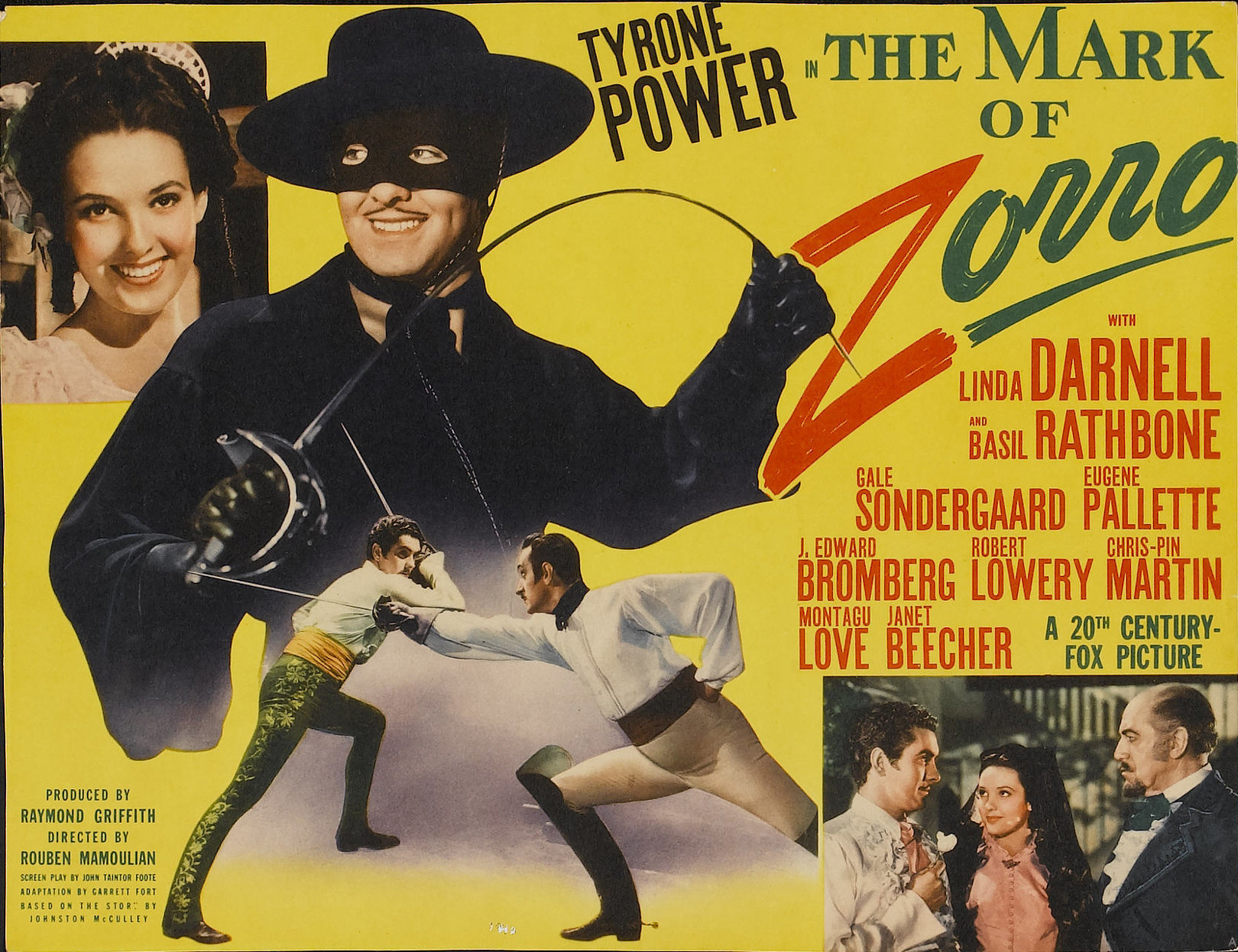
Cartaz do filme A Marca do Zorro (1940), estrelado por Tyrone Power

Zorro nos quadrinhos refere-se às contribuições, nas histórias em quadrinhos, à história do personagem, oriundo dos pulps. A principal e mais duradoura influência foi dada pela série de televisão bem-sucedida, produzida pela Disney. O artista americano Alex Toth, desenhou várias histórias com os personagens da série pela Dell Comics/Western Publishing. No Brasil, artistas contratados pela Editora Abril, tais como os roteiristas Primaggio Mantovi e Ivan Saidenberg e os desenhistas Rodolfo Zalla e Walmir Amaral.
Em anos mais recentes, a editora americana Dynamite Entertainment voltou a publicar histórias do personagem.

## História

### Estados Unidos

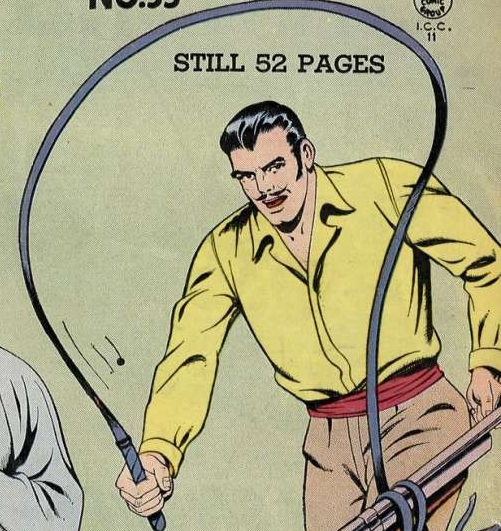
Zorro na capa de Hit Comics #55, arte de Pete Riss

Em Hit Comics #55 publicada pela Quality Comics em novembro de 1948, Zorro é invocado por Kid Eternidade. Nessa versão ele usa apenas um chicote, sem máscara.
A Dell Comics publicou Zorro em sete edições da revista Four Color: #228 (1949), #425 (1952), #497 (1953), #538 (1954), #574 (1954), #617 (1955) e #732 (1957). Estas histórias tiveram roteiro de Gaylord Du Bois e desenhos de Everett Raymond Kinstler (497, 538, e 574), Bob Fujitani, Bob Correa e Alberto Giolitti.

Em fevereiro de 1958, a revista Four Color #882 trouxe os desenhos de Alex Toth para histórias com os personagens da série de TV de Walt Disney. O Zorro ganhou sua própria revista americana em 1959, com sete exemplares. Ele também começou a aparecer em Walt Disney's Comics and Stories (também da  Dell) de #275 a #278. A Gold Key Comics iniciou uma série do Zorro em 1966, mas, como a do Lone Ranger, continham apenas material republicado. Terminou em 1968, após nove números. De 1965 a 1974, a própria Disney produziu histórias para o mercado externo.
O personagem ficou sem ser publicado nos Estados Unidos por décadas, até que em 1990, a Marvel Comics publicou uma série de 12 edições, baseada na série de TV Zorro, estrelada por  Duncan Regehr. Muitas dessas revistas tiveram capas de Alex Toth.
Em 1993, a Topps Comics publicou a minissérie em 2 edição Drácula Versus Zorro, seguida por uma série Zorro de 11 edições. Topps publicou duas minisséries de Lady Rawhide, um spin-off das histórias Zorro criado pelo escritor Don McGregor e artista Mike Mayhew. McGregor posteriormente roteirizou uma quadrinização do filme A Máscara do Zorro, ilustrada por Ron Wagner e publicada em 4 edições pela Image Comics.
Tiras diárias e pranchas dominicais também foram publicados no final da década de 1990. Roteirizada por McGregor e ilustrada por por Tom Yeates. Em 2002, a AC Comics republicou duas histórias publicadas pela Dell: Hand of Zorro e The Sword of Zorro, ambas ilustradas por Everettt Raymond Kinstler.
Em 2005, editora Papercutz, publicou uma série escrita por Don McGregor e ilustrado no estilo mangá pelo brasileiro Sidney Lima
A Dynamite Entertainment relançou o personagem em 2008, iniciando por uma série roteirizada por Matt Wagner, baseada no romance de Isabel Allende antes de escrever suas próprias histórias. A editora também lançou uma série inédita, "Matanzas", roteirizada por Don McGregor e ilustrada por Mike Mayhew. Zorro também aparece em 2013 na minissérie Masks, ao lado de O Besouro Verde, Kato, O Sombra, The Spider, Miss Fury, Morcego Negro, Green Lama e Black Terror. Escrita por Chris Roberson e arte de Alex Ross e Dennis Calero, a trama é baseada em histórias de The Spider, escritas por Norvell Page na década de 1930.  Em 2011, publicou um crossover de Zorro com o Lone Ranger, escrita por Ande Parks. Curiosamente, o personagem Lone Ranger ficou conhecido como Zorro no Brasil durante muitos anos e com quem Zorro dividiu um bloco de animações produzidas pela Filmation na década de 1980.
Em 2013, a Dynamite resgatou a Lady Rawhide em série própria, no ano seguinte, lança um novo spin-off: Lady Zorro
Em 18 de junho de 2014, Dynamite Entertainment anunciou  que Quentin Tarantino iria co-escrever uma série em parceria com Matt Wagner, um crossover de Zorro com o personagem de Tarantino, Django Freeman do filme Django Livre. Anteriormente, Django teve quadrinhos pela Vertigo, um selo adulto da DC Comics. A Sony Pictures cogitou produzir um filme com os dois personagens.
Em 2016, Classic Heroes anunciou a republicação das tiras diárias.
In 2018, a editora American Mythology adquiriu a licença e publicou as HQs Zorro Legendary Adventures, escrita por Jean-Marie Nadaud e desenhada por Robert Rigot e Zorro: Swords of Hell, escrita por David Avallone  e desenhada por Roy Allan Martinez. Desde então, a empresa lançou crossovers apresentando Zorro com suas outras propriedades licenciadas, como Zorro in the Land that Time Forgot com Diego De La Vega acompanhando uma expedição ao mundo perdido de Caspak dos romances de Edgar Rice Burroughs.
Ao longo dos anos, algumas histórias  foram republicadas em volumes encadernados:
- Zorro In Old California Eclipse Books ISBN 978-0-913035-12-2
- Zorro The Complete Classic Adventures By Alex Toth. Volume One Image Comics 1988. ISBN 978-1-58240-014-3
- Zorro The Dailies – The First Year By Don McGregor, Thomas Yeates. Image Comics 2001. ISBN 1-58240-239-6
- Alex Toth's Zorro: The Complete Dell Comics Adventures. Hermes Press 2013. ISBN 978-1613450314
- Zorro: The Complete Dell Pre-Code Comics. Hermes Press 2014. ISBN  9781613450666
- Zorro Vol. 1 : Year One: Trail of the Fox. Dynamite Entertainment. (208 páginas, reunindo as histórias de Zorro #1–8) ISBN 978-1-60690-013-0
- Zorro Vol. 2: Clashing Blades. Dynamite Entertainment. (152 páginas, reunindo as histórias de Zorro #9-14) ISBN 9781606901168
- Zorro Vol. 3: Tales of the Fox. Dynamite Entertainment. (160 páginas, reunindo as histórias de Zorro #15-20) ISBN 978-1-60690-236-3
- Zorro: Matanzas. Dynamite Entertainment. (112 páginas, reunindo as histórias de Zorro Matanzas #1-4) ISBN 978-1-60690-147-2
- Zorro Rides Again Vol. 1. Dynamite Entertainment. (144 páginas, reunindo as histórias de Zorro Rides Again #1-6) ISBN 978-1606902714
- Zorro Rides Again Vol. 2. Dynamite Entertainment. (152 páginas, reunindo as histórias de Zorro Rides Again #7) ISBN 978-1-60690-454-1
- The Lone Ranger: Death of Zorro Dynamite Entertainment. (128 páginas, reunindo as histórias de The Lone Ranger: Death of Zorro #1-5)

### França

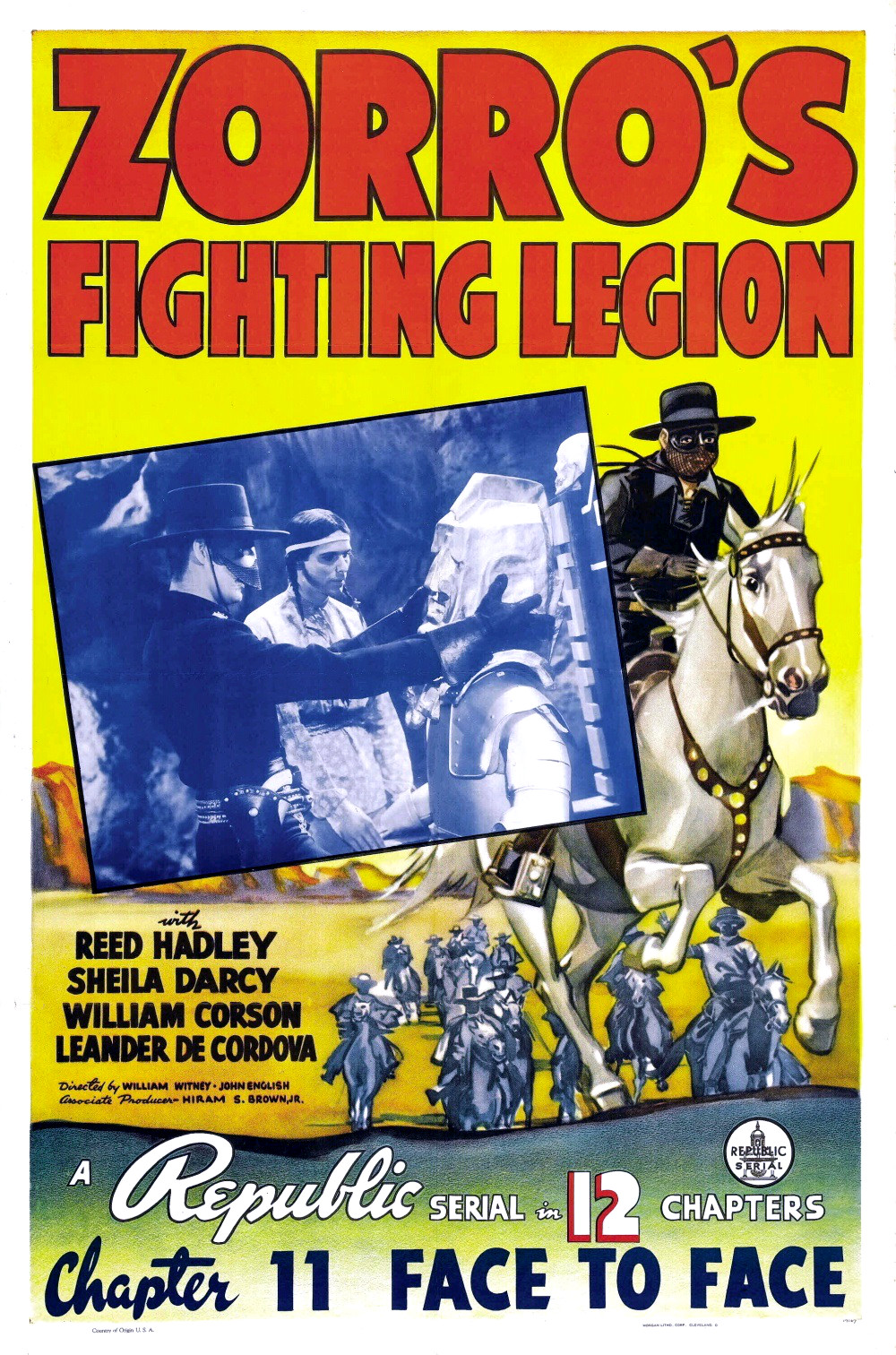
Pôster do seriado Zorro's Fighting Legion (1938).

O personagem de Zorro foi adaptado em quadrinhos na França, em 1939, na revista Jumbo, ilustrado por Tori e Gal. Em 1947, André Oulié produziu histórias do Zorro para a Zorro-Jeudi Magazine, para Zig Zag produziu  Zorro nouvelle formule e por fim Zorro l'invincible, publicado de 1947 a 1953. Bob Dan (desenho) e George Fronval (roteiro), produziram histórias do Zorro para o periódico L'Intrépide.:
1. Le Vengeur masqué, 1948.
2. Le Protégé de Zorro, 1949.

Em 1949, Fronval e o ilustrador Eugène Gire adaptaram o seriado Zorro's Fighting Legion para a revista Collection Hurrah!.
A partir de 1958, as história da Dell baseadas na série da Disney foram publicadas no Le Journal de Mickey, após, o termino delas, a revista publicou histórias produzidas pelos estúdios Disney para o mercado externo e histórias de autores locais.
Em 1968, foi ilustrado por Jean Pape.
- Eugène Gire (desenhos) e George Fronval (roteiro), adaptação do seriado Zorro's Fighting Legion na Collection Hurrah! (1949-1950)
- Histórias de Richard Moore e Mel Keefer em Le Livre de la Jungle magazine nº 1-8, 1967-1968.
- Em 2016, a editora francesa Jungle ! lança Zorro, Les chroniques, baseada na série animada de mesmo nome, com roteiros de Greg Newman e desenhos de Danilo Loizedda.

#### Álbuns
| Ano  | Editora            | Série                            | Volume (s) | Título          | Roteiro           | Desenhos                | Referências | Descrição                                                   |
| ---- | ------------------ | -------------------------------- | ---------- | --------------- | ----------------- | ----------------------- | ----------- | ----------------------------------------------------------- |
| 1978 | M.C.L.             | Zorro                            | 1          |                 | Maric             | Pierre Frisano          | [ 27 ]      |                                                             |
| 1986 | Hachette           | Z comme Zorro                    | 1          |                 | Jean-Marie Nadaud | Raffaele Carlo Marcello | [ 28 ]      | 7 histórias de 10 páginas.                                  |
| 2005 | Jungle !           | Les nouvelles aventures de Zorro | 1          | L'armée secrète | Philippe Harchy   | Greg Newman             | [ 29 ]      |                                                             |
| 2014 | Trois. L. Editions | Les aventures de Zorro           | 1          | La rançon       | André Papazian    | Jean Pape               | [ 30 ]      |                                                             |
| 2016 | Jungle !           | Zorro, Les chroniques            | 1          |                 | Greg Newman       | Danilo Loizedda         | [ 31 ]      | adaptação da série animada Les Chroniques de Zorro de 2015. |
| 2020 | Dargaud            | Don Vega                         | 1          | Don Vega        | Pierre Alary      | Pierre Alary            | [ 32 ]      |                                                             |

## Espanha
Em 1956, a Editorial Ferma publicou a revista "El Zorro", ilustrada por Joan Rafart.

### Portugal
Em 1949, a revista Diabrete publicou uma adaptação de The Curse of Capistrano/The Mark of Zorro como O Sinal do Zorro, ilustrada por Fernando Bento, em 1962, surge a revista "Zorro", publicando não apenas o herói mascarado, como outras histórias em quadrinhos, entre elas, Asterix.
Em 1949, a revista Diabrete publicou uma adaptação de The Curse of Capistrano/The Mark of Zorro como O Sinal do Zorro, ilustrada por Fernando Bento, em 1962, surge a revista "Zorro", publicando não apenas o herói mascarado, como outras histórias em quadrinhos, entre elas, Asterix.

### Brasil

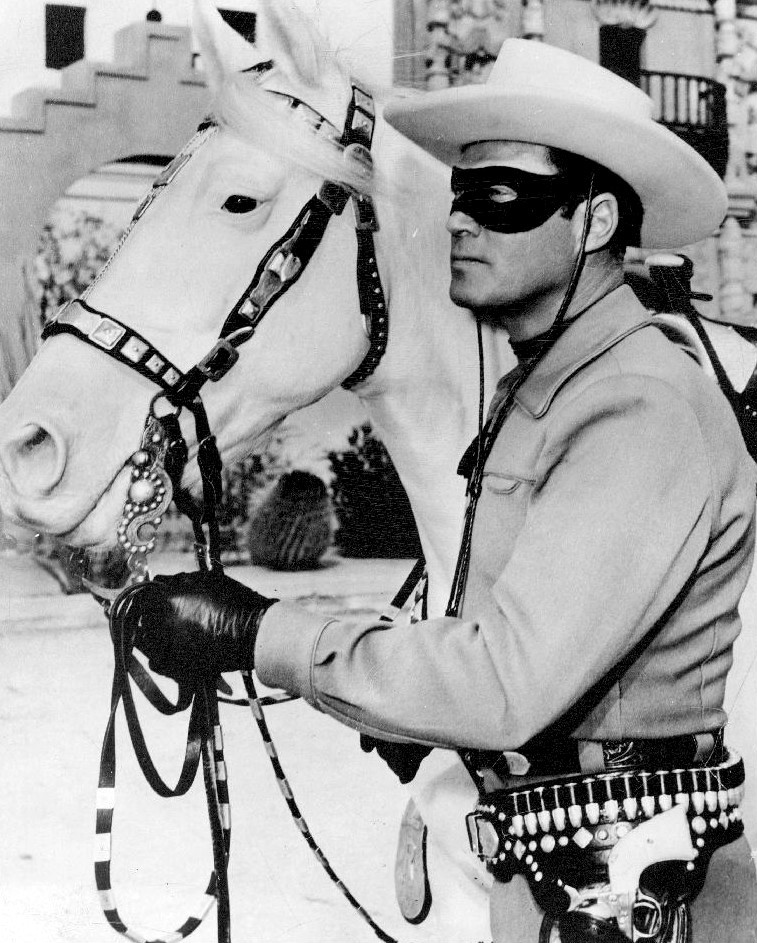
Clayton Moore como o herói Lone Ranger, que também foi chamado de Zorro no Brasil

No Brasil, Zorro foi primeiro publicado na revista Edição Maravilhosa da Ebal, que trazia as adaptações da Dell, em 1954, a editora lança a revista Zorro, trazendo histórias do popular Lone Ranger, que desde de 1938, quando O Globo Juvenil iniciou a publicação das tiras diárias do cowboy, esse era chamado de Zorro.  Mas, tirando a máscara, o Cavaleiro Solitário possui poucas semelhanças com o real Zorro - o cenário é os Estados Unidos, nos tempos dos vaqueiros ("cowboys") que lutavam contra os donos originais da terra, os índios. Aliás, o fiel companheiro e amigo do Zorro, que monta no cavalo branco que atende pelo nome de Silver ("prata", em inglês) é o índio Tonto.O nome pode ter sido mantido por uma série de coincidências envolvendo produções da Republic Pictures: A produtora  lançou um seriado onde a história do Zorro é transformada em um faroeste, o herói tem um cavalo branco igual ao do Lone Ranger: Zorro's Fighting Legion (1939), Zorro também apareceria com um cavalo branco chamado Fantasma na série de TV da Disney de 1957 e no desenho japonês Kaiketsu Zorro de 1996, aparece com um cavalo branco chamado Viento. Dois atores interpretaram ambos os personagens em produções da Republic: Robert Livingston interpretou Zorro no filme The Bold Caballero (1936)  e Lone Ranger no seriado The Lone Ranger Rides Again e Clayton Moore interpretou um descendente de Dom Diego que assume o manto do Zorro no seriado Ghost of Zorro (1949) e o Lone Ranger na série de TV The Lone Ranger.  O estúdio também produziu Zorro Rides Again (1937) e Son of Zorro (1947), outros dois seriados de faroeste sobre descendentes do Zorro original, o primeiro na década de 1930 e o segundo após a Guerra de Secessão .
O seriado Zorro's Black Whip de 1944 foi estrelado por uma mulher, a The Black Whip interpretada por Linda Stirling e, apesar de levar o nome de Zorro no título, o personagem Zorro não aparece em nenhum momento no seriado e nem ao menos é citado. Os seriados Don Daredevil Rides Again, de 1951, e Man with the Steel Whip de 1954, traziam dois heróis mascarados: Don Daredevil e El Latigo e utilizaram cenas de arquivo de Zorro's Black Whip . As histórias de Alex Toth circularam nos anos de 1960 e 1970, principalmente na revista "Almanaque do Tio Patinhas". Durante os anos de 1970, artistas brasileiros produziram para a Estúdios Abril diversas aventuras baseadas na série de TV, com destaque para as batalhas contra o Capitão Monasterio e o conspirador Águia. O personagem ganhou algumas revistas especiais com histórias exclusivas, as chamadas "Edições Extras da revista Mickey"
Na primeira Edição Extra lançada com o Zorro, o de número 57 de maio de 1974, foi publicada a primeira história do Zorro baseada na série de TV (originalmente lançada na revista Four Color # 882 de fevereiro de 1958) com o título de "O Nascimento do Zorro". desenhada por Alex Toth. Teve também o primeiro confronto com o Águia (que aparece na capa, desenhada por Rodolfo Zalla), uma história produzida pelos artistas brasileiros Ivan Saidenberg (roteiro) e Walmir Amaral (desenhos).
Em Operação P.I. 1820, escrita por Primaggio Mantovi, o herói se encontrou com Mickey Mouse e o Pateta, Rodolfo Zalla ilustrou os personagens realistas e Moacir Rodrigues Soares, os personagens cartunescos.
Além da Editora Abril houve as revistas da EBAL, que traziam o nome de Zorro, Capa & Espada, enquanto o da primeira era chamado de Zorro, o verdadeiro. Esses títulos complementares eram para diferenciar do caubói Lone Ranger.
O roteirista Ivan Saidenberg resolveu homenagear o personagem transformando Huguinho, Zezinho e Luizinho nos Zorrinhos, porém, de acordo com Júlio de Andrade, sua inspiração foi uma história americana onde a fantasia de Zorrinho aparece.  Em Walt Disney's Comics and Stories 224 (1959), Donald e os sobrinhos aparecem vestidos com roupas parecidas com a do herói
Em 1979, Franco de Rosa, Arthur Garcia, Paulo Hamasaki e Sebastião Seabra produzem "Zorro, Capa & Espada" para a EBAL.
Assim como aconteceu com o Zorro, a EBAL chegou a encomendar histórias do Lone Ranger por artistas locais, como Milton Sardella, que desenhou o cowboy Cavaleiro Negro da Marvel Comics para a Rio Gráfica Editora. o quadrinhista Floriano Hermeto de Almeida Filho, um dos responsáveis pelas histórias do super-herói Judoka, no início da década de 1970, chegou a produzir duas páginas de uma história do cowboy, que permaneceram inéditas até novembro de 2018, quando foram publicadas no livro "O Judoka por FHAF", publicado pela Avec Editora, apos uma campanha de financiamento coletivo no site Catarse.
Na década de 1980, Franco de Rosa lança Zorro pela editora Maciota/Press.
Em 1991, a L&PM publicou uma coletânea de histórias produzidas por Alex Toth para a Dell.
Em 1993, a Editora Escala publicou Drácula x Zorro da editora Topps.
Em 1998, a Metal Pesado publicou a quadrinização do filme A Máscara do Zorro, estrelado por Antonio Bandeiras.
Em 2006, a Panini Comics publicou Zorro: Fugitivos, mini-série da editora americana Papercutz, escrita por Don McGregor e ilustrada no estilo mangá por Sidney Lima, na versão da Panini, as capas foram assinadas por Daniel HDR. um quadrinista que desenhada tanto no estilo americano quanto no  estilo japonês.
Em 2015, a Mythos Editora publicou uma edição encadernada da minissérie Masks, com o título traduzido para Máscaras.
Em 2022, a JBraga publicou uma nova edição encadernada do Zorro por Alex Toth. No mesmo ano, uma campanha de financiamento coletivo na plataforma Catarse foi lançada para a publicação de um álbum contendo uma história produzida por Primaggio Mantovi (roteiro) e Rodolfo Zalla (desenhos) para a Editora Abril que permaneceu inédita.

## Zorro: Fugitivos
Minissérie em quadrinhos, originalmente publicada pela Zorro Productions, e traduzido no Brasil pela Panini Comics em 4 volumes com o título de capa Zorro em 2006.
A minissérie narra uma aventura de Zorro, que foge do Comandante Enrique Monasterio, passando por diferentes lugares. Ele vem acompanhando de uma bela jovem chamada Eulália, que se encontra amargurada por uma cicatriz no rosto que recebeu do Comandante. Conforme viajam, ajudam a si mesmos e pessoas que encontram no caminho.
O desenho ainda possui um traço que pode lembrar certos leitores de arte de mangás.

### Créditos
Baseado no personagem criado por Johnston McCulley, a minissérie conta com:
- Roteiro: Don McGregor
- Arte: Sidney Lima
- Cores: Marcos de Miranda
- Letras: Valéria Calipo
- Tradução: Caio Lopes Helcio de Carvalho
- Capa: Daniel HDR
- Editor Original: Jim Salicrup